# اد، سوئد
اد، سوئد (به سوئدی: Ed) یک منطقهٔ مسکونی در سوئد است که در بخش دالس-اد واقع شده‌است. اد ۳٫۸۲ کیلومتر مربع مساحت و ۲٬۹۳۲ نفر جمعیت دارد.